# Christophe Breuil
Christophe Breuil (1969) is een Franse wiskundige die zich bezighoudt met de algebraïsche meetkunde en de getaltheorie.
Breuil bezocht scholen in Brive-la-Gaillarde en Toulouse en studeerde na zijn militaire dienst van 1990 tot 1992 aan de École Polytechnique. In 1993 ontving hij zijn DEA-diploma (equivalent van een diploma) aan de Universiteit van Parijs-Zuid. Van 1993 tot 1996 deed hij onderzoek aan de École Polytechnique en gaf hij gelijktijdig les aan de Universiteit van Parijs-Zuid. In het begin van 1996 promoveerde hij onder supervisie van Jean-Marc Fontaine aan de École Polytechnique met de dissertatie, Cohomologie log-cristalline et représentations galoisiennes {\displaystyle p}-adiques. Daarna werkte hij als wetenschapper in dienst van de CNRS bij de Universiteit van Paris-Zuid in Orsay, waar hij in 2001 zijn habilitatie behaalde met Aspects entiers de la théorie de Hodge {\displaystyle p}-adique et applications. In 1997 gaf hij de Cours Peccot aan het Collège de France. Vanaf 2002 was hij verbonden aan het Institut des Hautes Études Scientifiques (IHES) en werd hij directeur onderzoek aan de CNRS. In het jaar 2007/08 was hij gasthoogleraar aan de Columbia-universiteit in New York. 
In 1993 werd hij bekroond met de Prix Gaston Julia van de École Polytechnique. In 2002 werd hij bekroond met de Grand Prix Jacques Herbrand van de Franse Academie van Wetenschappen. In 2006 kreeg hij de Prix Dargelos van de Anciens Élèves (oud-leerlingen) van de École Polytechnique.
Met Fred Diamond, Richard Taylor en Brian Conrad bewees hij in 1999 het vermoeden van Taniyama-Shimura, dat eerder door Andrew Wiles en Taylor alleen voor een bijzonder geval was bewezen. Daarna werkte hij aan het {\displaystyle p}-adische Langlands-vermoeden.

## Voetnoten
1. ↑  (en)  Christophe Breuil, Brian Conrad, Fred Diamond, Richard Taylor: On the modularity of elliptic curves over Q: Wild 3-adic exercises. Journal of the AMS, Deel 14, 2001. Gearchiveerd op 4 september 2008.